# Dominguinhos
José Domingos de Morais, meglio noto come Dominguinhos (Garanhuns, 12 febbraio 1941 – San Paolo, 23 luglio 2013), è stato un musicista, cantante e compositore brasiliano.

## Discografia
- 1964 – Fim de Festa
- 1965 – Cheinho de Molho
- 1966 – 13 de Dezembro
- 1973 – Lamento de Caboclo
- 1973 – Tudo Azul
- 1973 – Festa no Sertão
- 1974 – Dominguinhos e Seu Acordeon
- 1975 – Forró de Dominguinhos
- 1976 – Domingo, Menino Dominguinhos
- 1977 – Oi, Lá Vou Eu
- 1978 – Oxente Dominguinhos
- 1979 – Após Tá Certo
- 1980 – Quem me Levará Sou Eu
- 1981 – Querubim
- 1982 – A Maravilhosa Música Brasileira
- 1982 – Simplicidade
- 1982 – Dominguinhos e Sua Sanfona
- 1983 – Festejo e Alegria
- 1985 – Isso Aqui Tá Bom Demais
- 1986 – Gostoso Demais
- 1987 – Seu Domingos
- 1988 – É Isso Aí! Simples Como a Vida
- 1989 – Veredas Nordestinas
- 1990 – Aqui Tá Ficando Bom
- 1991 – Dominguinhos é Brasil
- 1992 – Garanhuns
- 1993 – O Trinado do Trovão
- 1994 – Choro Chorado
- 1994 – Nas Quebradas do Sertão
- 1995 – Dominguinhos é Tradição
- 1996 – Pé de Poeira
- 1997 – Dominguinhos & Convidados Cantam Luiz Gonzaga
- 1998 – Nas Costas do Brasil
- 1999 – Você Vai Ver o Que é Bom
- 2001 – Dominguinhos Ao Vivo
- 2001 – Lembrando de Você
- 2002 – Chegando de Mansinho
- 2004 – Cada um Belisca um Pouco (con Sivuca e Oswaldinho do Acordeom, Biscoito Fino)
- 2005 – Elba Ramalho & Dominguinhos
- 2006 – Conterrâneos
- 2007 – Canteiro (Participação especial no CD de Margareth Darezzo)
- 2008 – Yamandu + Dominguinhos

## Filmografia
- Bye Bye Brasil, regia di Carlos Diegues (1980)